# Fimbristylis eremophila
Fimbristylis eremophila är en halvgräsart som beskrevs av Latz. Fimbristylis eremophila ingår i släktet Fimbristylis och familjen halvgräs. Inga underarter finns listade i Catalogue of Life.